# Équipe de Tanzanie des moins de 17 ans de football
Maillots
L'équipe de Tanzanie des moins de 17 ans est une sélection de joueurs de moins de 17 ans au début des deux années de compétition placée sous la responsabilité de la Fédération de Tanzanie de football.

## Sélection actuelle
Les joueurs suivants ont été appelés pour jouer la Coupe CECAFA des moins de 17 ans en octobre 2022.
Gardiens
- Ahmed Ibrahim
- Alexander Erasto

Défenseurs
- Ally Sadiki
- Salum Abdillah
- Amiry Mbui
- Arafat Farid
- Mohamed Salum
- Mohamed Kotoka

Milieux
- Adolfu Hamisi
- Sharif Khamis
- Omari Hasani
- Idrisa Iddi
- Brayan Kapil
- Ahmedi Mohamedi

Attaquants
- Daudy Athuman
- Daniel Bernad
- Alobogast Charles
- Ally Omar
- Sylvester Otto
- Yasin Charles
- Abdulaziz Salum

## Parcours en Coupe d'Afrique des nations des moins de 17 ans
- 1995 : Non qualifiée
- 1997 : Non qualifiée
- 1999 : Forfait
- 2001 : Non qualifiée
- 2003 : Non qualifiée
- 2005 : Qualifiée pour la phase finale mais disqualifiée
- 2007 : Non inscrite
- 2009 : Forfait
- 2011 : Forfait
- 2013 : Non qualifiée
- 2015 : Non qualifiée
- 2017 : 1er tour
- 2019 : 1er tour (pays hôte)
- 2023 : Non qualifiée

## Parcours en Coupe du monde des moins de 17 ans
| - 1985 : Non qualifiée - 1987 : Non qualifiée - 1989 : Non qualifiée - 1991 : Non qualifiée - 1993 : Non qualifiée - 1995 : Non qualifiée - 1997 : Non qualifiée - 1999 : Non qualifiée - 2001 : Non qualifiée - 2003 : Non qualifiée |  | - 2005 : Non qualifiée - 2007 : Non qualifiée - 2009 : Non qualifiée - 2011 : Non qualifiée - 2013 : Non qualifiée - 2015 : Non qualifiée - 2017 : Non qualifiée - 2019 : Non qualifiée - 2023 : Non qualifiée |